# Tapinesthis
Tapinesthis là một chi nhện trong họ Oonopidae.

## Hình ảnh

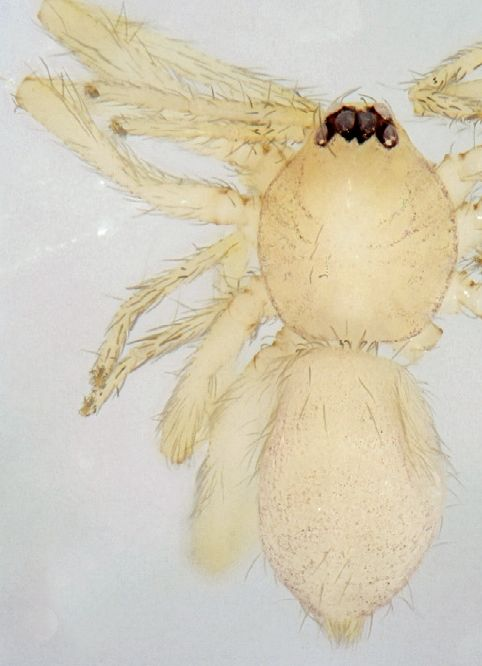